# Ghost (Call of Duty)
Simon "Ghost" Riley es un personaje ficticio del universo de Call of Duty, que apareció por primera vez en Call of Duty: Modern Warfare 2 de 2009, muriendo en ese mismo juego, sin embargo, ganó la popularidad suficiente para ser recordado por los jugadores, y en 2020, fue reintroducido al reinicio de la saga con Call of Duty: Warzone, teniendo un papel protagónico en el juego Call of Duty: Modern Warfare 2 de 2022.
Ghost ocupó el lugar 40° en la lista de los personajes de videojuegos más importantes de todos los tiempos en la edición de 2011 de los Récords Mundiales Guinness para Gamers.

## Desarrollo del personaje
El cambio en la personalidad del personaje en el reinicio de la saga, específicamente en Call of Duty: Modern Warfare 2 de 2022, juego en el que es uno de los protagonistas, siendo incluso un personaje controlable en pequeños tramas, borró al antiguo Ghost e introdujo a uno nuevo, más parlanchín, aunque no por ello menos frío y calculador. Los fans tomaron bien este cambio en el personaje, al punto que las redes sociales, foros y, principalmente, TikTok, se llenaron de fan arts e incluso Rule 34 del personaje.
El personaje fue interpretado en su primera aparición, en el Call of Duty: Modern Warfare 2 de 2009, por el actor Craig Fairbrass, pero para el reinicio de la saga, que inició, con Call of Duty: Modern Warfare, en 2019, todas las voces originales fueron cambiadas, incluyendo la de Ghost, que ahora sería interpretado por Jeff Leach, al igual que en  Call of Duty: Warzone, e incluso en algunas pequeñas frases en el juego Call of Duty: Mobile. Aunque rumores y supuesta información filtrada apuntaba a que, para Call of Duty: Modern Warfare 2, de 2022, Fairbrass retomaría el papel, el actor de voz fue nuevamente cambiado, reemplazando incluso a Leach, siendo ahora interpretado por Samuel Roukin, también en Call of Duty: Warzone 2.0.
En octubre de 2022, a pocos días del estreno de Call of Duty: Modern Warfare 2 el director narrativo del juego, Jeffrey Negus y el guionista jefe del mismo, Brian Bloom, brindaron una entrevista a IGN en la que revelaron que, internamente en Infinity Ward siempre se habla de lo interesante que resultaría desarrollar un juego spin-off de Modern Warfare que narre los orígenes de Ghost, así como el origen de su icónica máscara de calavera. Bloom mencionó que ese sería su juego soñado de la saga.

## Historia del personaje
En el Modern Warfare 2 original de 2009, Ghost es un simple personaje secundario no controlable, que tiene cierta relevancia durante la campaña, al ser un miembro importante de la Fuerza Operativa 141. Pero era un personaje silencioso y carente de personalidad, pero más sobre su historia y un auténtico desarrollo de personaje fue posible gracias a la publicación de una serie limitada de cómics publicada por la editorial Wildstorm. En seis números, se narra la historia de Ghost y su vida antes de unirse a la Fuerza Operativa 141.
Para el reinicio de la saga, el personaje fue totalmente cambiado. Su primera aparición fue en Call of Duty: Warzone, donde apareció en algunas cinemáticas y fue un personaje jugable en el modo multijugador, teniendo una pequeña relevancia. Pero en Call of Duty: Modern Warfare 2, Ghost se convirtió en el protagonista de todo lo relacionado al marketing e imágenes del juego, a pesar de que en el mismo, solo es un personaje controlable en pequeñísimas fracciones de tiempo. En el juego, Ghost ha recibido una mejora a su desarrollo, su personalidad sigue siendo fría y reservada, pero a medida que pasa tiempo con Soap, el teniente se vuelve más relajado. A diferencia del Modern Warfare 2 original, en esta segunda entrega del reinicio, cuya historia es completamente diferente a la original, Ghost no muere.
Es en este juego que finalmente se revela el rostro de Ghost, sin su máscara, aunque la cámara no permite verlo, sino que simplemente son sus aliados quienes pueden verlo. El capitán Price incluso dice "tiempo sin verte, Simon", dando a entender que Ghost jamás se había quitado su máscara en público desde hace algunos años. Aunque el jugador no puede ver su rostro, sino que solamente sus ojos, el modelado del rostro es del actor que lo interpreta en captura de movimiento y en voz, Samuel Roukin.